# 保加利亚—越南关系
保加利亞－越南关系（保加利亞語：Отношения с България и Виетнам， 越南语： Quan hệ Bun-ga-ri–Việt Nam）是指保加利亞共和国和越南社会主义共和国之間的雙邊關係。两国于1950年2月8日建交。兩國均為法文國家及地區國際組織的成員國。

## 歷史
冷戰時期，同屬於東方陣營的保加利亞人民共和國與越南民主共和國即建立了外交關係，而越南民主共和國首任國家主席胡志明亦於1957年首度訪問保加利亞。
1979年，中越戰爭時期，作為蘇聯衛星國的保加利亞表態譴責中华人民共和國，支持越南，並要求中方从越南撤軍及停火。
冷戰結束後，保加利亞放棄社會主義並加入歐盟，但兩國關係仍友好發展。保加利亞將越南視為東盟最重要的伙伴之一。越南亦協助保加利亞加強與東盟各國的關係。越南亦視保加利亞為越南「進一步推進與歐盟各國的合作關係的橋樑」。
2006年，保加利亚政府与越南政府达成了食品卫生、医学教育相关的合作协议。

## 高層訪問
越南访保
- 國家主席胡志明 (1957年)
- 政府總理潘文凱 (2000年)
- 國家副主席張美花（英语：Trương Mỹ Hoa） (2005年)
- 國會主席阮富仲 (2008年)
- 政府副總理阮生雄 (2010年)
- 國家副主席阮氏緣 (2010年、2014年)
- 政府副總理阮善仁 (2012年)
- 最高人民檢察院院長阮和平 (2015年)
- 政府總理阮晉勇 (2015年)
- 政府副总理、外交部长范平明 (2018年)
- 国会副主席汪周刘 (2018年)
- 政府副總理张和平 (2019年)

保加利亞访越
- 總統罗森·普列夫内利耶夫 (2013年)
- 總理普拉门·奥雷沙尔斯基 (2014年)
- 副總統瑪格麗塔·波波夫 (2015年)

## 外交机构
越南在索非亚設有大使館，並兼轄 北馬其頓。
 保加利亚在河内設有大使館，並兼轄 菲律賓。

## 经贸关系
2017年，越保双边贸易额为1.09亿美元。其中，保加利亚对越南出口总额为7100万美元，主要出口药品、植物保护剂、小麦、饲料、机械设备和建筑设备。越南对保加利亚出口额为3800万美元，主要出口商品为大米、腰果、咖啡、冷冻水产品、皮鞋、纺织品、计算机、电子零件等。在投资方面，保加利亚对越投资项目11个，投资总额为5800万美元，主要集中在加工制造、信息传媒、高新科技等领域。另外，保加利亚亦支持越南与欧盟签署自由贸易协定。2020年8月，越南与包括保加利亚在内的国家签署的《歐盟與越南自由貿易協定》生效，有报道指出，越欧自贸协定将有助于越南应对逆全球化和贸易保护主义、加强与欧盟的全面合作伙伴关系、并更加有效地吸引保加利亚的外资和先进技术。

## 侨民
1960年即有北越留学生前往保加利亚学习农业、经济管理、旅游业、艺术、医学和建设规划。
20世纪80年代，包括保加利亚在内的經濟互助委員會多国引进了越南廉价的手工劳动力，1991年以前，在保加利亚的越南劳工人数一度达到3.5万人，另外也曾经有5，000名越南留学生在保加利亚就读大学。2017年，保加利亚国内有越侨2，500人，主要居住在索非亚、普罗夫迪夫和瓦尔纳等大城市。
越、保两国於2008年4月簽署了一項關於勞工合作的諒解備忘錄。 2008年，有8家越南企業獲准執行合同，并派遣585名越南工人至保加利亞工作，但實際上，從2008年7月到2009年底，只有大約200人进入保加利亚务工。 2009年初，由於經濟危機的影響，大多數工人返回了越南。 目前，由於保加利亞的勞動力需求相對較高，雙方正在研究從越南向保加利亞出口勞動力的可能性。 2018年11月，兩國簽署了關於勞工，就業和社會保障的合作協議。

## 相關鏈接
- 保加利亚驻越南大使馆
- 越南驻保加利亚大使馆
- 越南外交部关于保加利亚的相关资料 （页面存档备份，存于）